# Bulbophyllum pingtungense
Bulbophyllum pingtungense är en orkidéart som beskrevs av Shao Shun Ying och Sing Chi Chen. Bulbophyllum pingtungense ingår i släktet Bulbophyllum och familjen orkidéer. Inga underarter finns listade i Catalogue of Life.